# Mihona Fujii
Mihona Fujii (藤井みほな?, Fujii Mihona; Tokyo, 12 novembre 1974) è una fumettista giapponese.
La sua opera di debutto è stata Mujaki na mama de, pubblicata sull'edizione dell'autunno 1990 della rivista Ribon Original. I suoi fumetti sono stati pubblicati anche su Ribon e successivamente su Margaret, dove è stato pubblicato anche Tokyo Angels, il suo ultimo lavoro.
È principalmente conosciuta per il manga GALS!, che è stato adattato in una serie televisiva d'animazione dal titolo Super GALS! Kotobuki Ran.
È una grande amica della mangaka Miho Obana con la quale ha scritto una sorta di mini crossover con le protagoniste Erika e Sana per sole poche vignette nel primo volume de Il giocattolo dei bambini. Hanno scritto una mini avventura nel 3° volume de Il giocattolo dei bambini: Vai, vai! Karenchan vs Rimba, Rimba! Sanachan.

## Opere
- START!
- Spicy Girl
- Passion Girls (5 volumi)
- Ryuō Mahōjin (3 volumi)
- Yuki no Hanabira
- Himitsu no hanazono
- Super Princess
- GALS! (10 volumi)[2]
- Tokyo ANgels (2 volumi)